# Преступник (фильм, 2016)
«Преступник» (англ. Criminal) — американский фильм 2016 года в жанре триллера, снятый режиссёром Ариэлем Вроменом с Кевином Костнером в главной роли.

## Сюжет
На задании гибнет агент ЦРУ Билли Поуп (Райан Рейнольдс). Доктор Фрэнкс (Томми Ли Джонс) много лет проводит эксперименты на крысах по вживлению памяти путём пересадки мозга. ЦРУ обращается к нему с заданием пересадить память Билли. Доктор для этой цели выбирает Джерико Стюарта (Кевин Костнер) — психопата, особо опасного преступника, отбывающего наказание в тюрьме. В памяти Билли содержится важная информация о местонахождении связного хакера по кличке «Голландец» (Майкл Питт), который взломал защиту системы пуска американских баллистических ракет. За «Голландцем» охотится и лидер международной террористической организации Хавьер Хаймдаль (Жорди Молья). Джерико после операции начинает ощущать положительные эмоции и чувства, в числе которых любовь к жене и дочери погибшего Билли. Постепенно его личность меняется. Он становится способным на самопожертвование, что оказывает влияние на исход событий.

## В ролях
| Актёр           | Роль                 |
| --------------- | -------------------- |
| Кевин Костнер   | Джерико Стюарт       |
| Галь Гадот      | Джилл Поуп           |
| Томми Ли Джонс  | Доктор Фрэнкс        |
| Гэри Олдмен     | Куакер Уэллс         |
| Элис Ив         | Марта Линч           |
| Майкл Питт      | Ян Струк «Голландец» |
| Жорди Молья     | Хавьер Хаймдаль      |
| Антье Трауэ     | Эльза Мюллер         |
| Скотт Эдкинс    | Пит Гринсливс        |
| Амори Ноласко   | Эстебан Руиза        |
| Райан Рейнольдс | Билл Поуп            |
| Колин Сэлмон    | Уорден               |
| Томми Хатто     | капитан Барроуз      |
| Роберт Дави     | адмирал Лэнс         |
| Ричард Рейд     | Джеймс Озборн        |

## Интересные факты
- Кинокритик газеты «Ведомости» Олег Зинцов обращает внимание на то, что актёр Райан Рейнольдс в 2015 году сыграл роль в фильме про «пересадку» личности «Вне/себя»[5].

## Производство
Съемочный период начался 4 сентября 2014 года в Лондоне. Некоторые актеры и съемочная группа также были замечены на Кингс-роуд в Кингстоне. С 22 по 25 сентября съемки проходили в Йетли, Гэмпшир, где актеры были замечены на съемках автомобильных аварий и сцен погони на вертолете в аэропорту Блэкбуш. Съемки также проводились в Кройдонском колледже в Кройдоне, где здание колледжа использовалось в качестве медицинских исследовательских лабораторий и оперативного центра ЦРУ.

## Критика
Фильм получил в основном негативные отзывы от кинокритиков. На сайте Rotten Tomatoes фильм имеет рейтинг 29 % на основе 139 рецензий со средним баллом 4,4 из 10. На сайте Metacritic фильм имеет оценку 37 из 100 на основе 26 рецензий критиков, что соответствует статусу «в целом неблагоприятные отзывы».